# John Townshend (6e marquis Townshend)
John James Dudley Stuart Townshend, 6e marquis Townshend (17 octobre 1866 - 17 novembre 1921) est un homme politique et pair britannique.

## Biographie

### Jeunesse
Il est le fils de John Townshend, 5e marquis Townshend, et d'Anne Elizabeth Clementina Duff.
Son grand-père paternel est John Townshend, 4e marquis Townshend et son grand-père maternel est James Duff, 5e comte Fife.
Il est titré vicomte Raynham entre 1866 à 1899.

### Vie privée

Gwladys, marquise de Townshend, d'après une publication de 1908.

Il est très endetté et est contraint de vendre de nombreux objets de valeur de la famille, dont près de 200 chefs-d'œuvre, comme des œuvres de Thomas Gainsborough, Pierre Paul Rubens et Antoine van Dyck.
Il loue le domaine familial de Raynham Hall, avant de se rendre en Amérique pour trouver une riche épouse. Lord Townshend s'est fiancé à une Mrs. Evelyn Sheffield de Jacksonville, Floride, mais rompt les fiançailles "quand il a découvert qu'elle n'était pas aussi riche qu'elle l'avait laissé entendre.". Après son retour en Angleterre, il est présenté à Thomas Sutherst, un avocat qui accepte de rembourser ses dettes s'il épouse sa fille. Lord Townshend est d'accord et le 9 août 1905, il épouse Gwladys Ethel Gwendolen Eugenie Sutherst.
Peu de temps après le mariage, son nouveau beau-père tente de faire déclarer lord Townshend fou, cependant, «un tribunal l'a trouvé incapable de gérer ses propres affaires financières, mais suffisamment sain d'esprit pour rester en liberté, sous la garde de sa femme.". Malgré les manipulations de son père, la marquise aurait été véritablement dévouée à Townshend et travaille avec diligence pour restaurer la fortune de la famille afin que ses enfants puissent être élevés à Raynham Hall, bien que certaines des terres de la famille aient été vendues ailleurs.
Lord Townshend est décédé en novembre 1921, âgé de 55 ans, et est remplacé dans ses titres par son fils de cinq ans, George. Lady Townshend se remarie à Bernard le Strange et meurt en 1959,.
L'actuel marquis Towshend, Charles Townshend, 8e marquis Townshend (né en 1945), est son petit-fils et le producteur de musique et ingénieur du son, Cenzo Townshend (né en 1963), est son arrière-petit-fils.

### Vie publique
Son père est député pour Tamworth avant son accession à la Chambre des lords en 1863.
À la mort de son père en 1899, il lui succède en tant que 11e baronnet Townshend de Rainham, 9e baron Townshend de Lynn Regis, 6e marquis Townshend de Raynham et 9e vicomte Townshend de Raynham.
Lord Townshend est lieutenant adjoint de Norfolk.

## Famille
Il épouse, le 9 août 1905, Gwladys Ethel Gwendolen Eugenie Sutherst (1882-1959), fille de Thomas Sutherst et d'Ethel Eugenie Taylor. Ils ont deux enfants.
- George Townshend, 7e marquis Townshend (13 mai 1916 - 23 avril 2010) épouse en premières noces Elizabeth Pamela Audrey Luby (1918 - 1989) (dont descendance), puis épouse en secondes noces Ann Frances Darlow (29 janvier 1932 - 18 avril 1988) (dont descendance), puis épouse en troisièmes noces Philippa Sophia Montgomerie of Southannan (née le 28 avril 1935) (sans descendance) ;
- Elizabeth Mary Gladys Townshend  (16 octobre 1917 - 31 décembre 1950) épouse en premières noces Eric Richard Meadows White, 2e baronnet de Boulge Hall (29 juin 1910 - 26 avril 1972) (dont descendance), puis épouse en secondes noces John Clifford Roberts (sans descendance).

## Distinctions

### Décorations britanniques
- Médaille du jubilé d'or de Victoria (21 juin 1887)
- Médaille du jubilé de diamant de Victoria (20 juin 1897)
- Médaille du couronnement du roi Édouard VII (26 juin 1902)
- Médaille du couronnement du roi George V (30 juin 1911)